# Franz von Pausinger
 (décembre 2023).
 (décembre 2023).
Franz Xaver von Pausinger, né le 10 février 1839 à Salzbourg et mort le 7 avril 1915 dans la même ville, est un peintre paysagiste et animalier autrichien. Il est issu de la famille de Haute-Autriche von Pausinger (de).

## Biographie
Il passe son enfance au château de Frein à Frankenburg am Hausruck. Il y fréquente l'école primaire, puis part à l'école secondaire de Salzbourg. Il suit une formation de peintre académique dans les académies de Vienne, Karlsruhe et auprès de Rudolf Koller à Zurich.
Il se fait connaître comme dessinateur lorsqu'il accompagne le prince héritier Rudolf, lui-même ornithologue de renom, lors de son voyage en Orient en 1881. Il est illustrateur à Vienne et Munich. À Salzbourg, il a son appartement et un studio au château d'Elsenheim.
Le 7 juin 1870, il épouse Rosalia (Rosalie) Amalia Aloisia Hinterhuber (1843-1935), fille d'un pharmacien, dans l'église paroissiale de St. Andrä à Salzbourg. Ensemble, ils ont quatre filles : Hélène (1871-1956), Paula (1876-1969), Rosalia « Lili » (1882-1980, mariée à Robert Eisler (en)) et Elisabeth « Lisl » (1888-1968, mariée à Charles Wharton Stork (en)).
Il est enterré au cimetière municipal de Salzbourg (de).
En 1915, la Pausingerstrasse à Salzbourg prend son nom, ainsi que la Pausingergasse Penzing (14e arrondissement) en 1920. Des parties importantes de sa succession sont en possession du Musée de Salzbourg ; une collection de dessins relatifs à son voyage en Orient se trouve dans les archives photographiques et la collection graphique de la Bibliothèque nationale autrichienne.

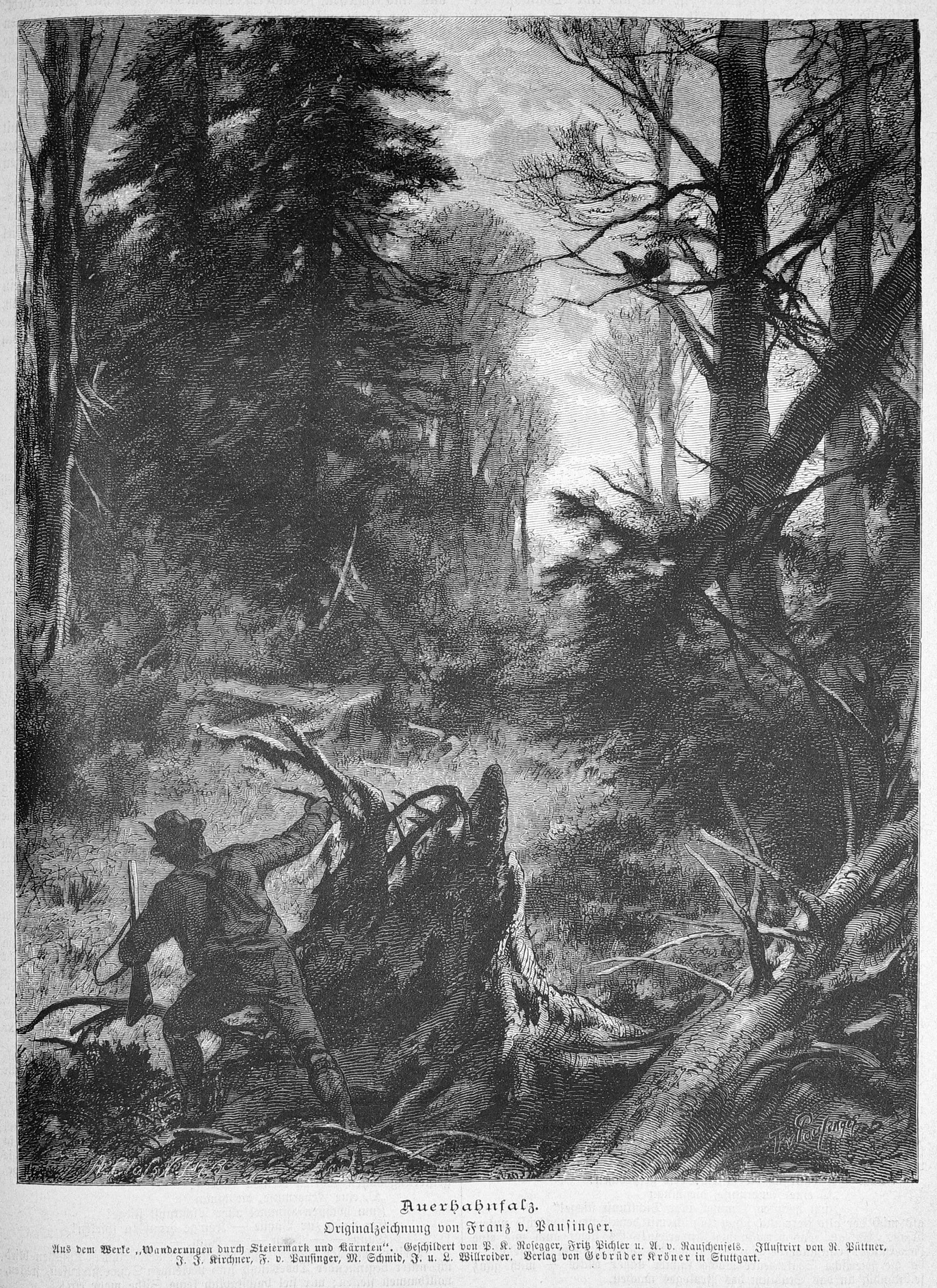
Parade nuptiale du grand tétras.
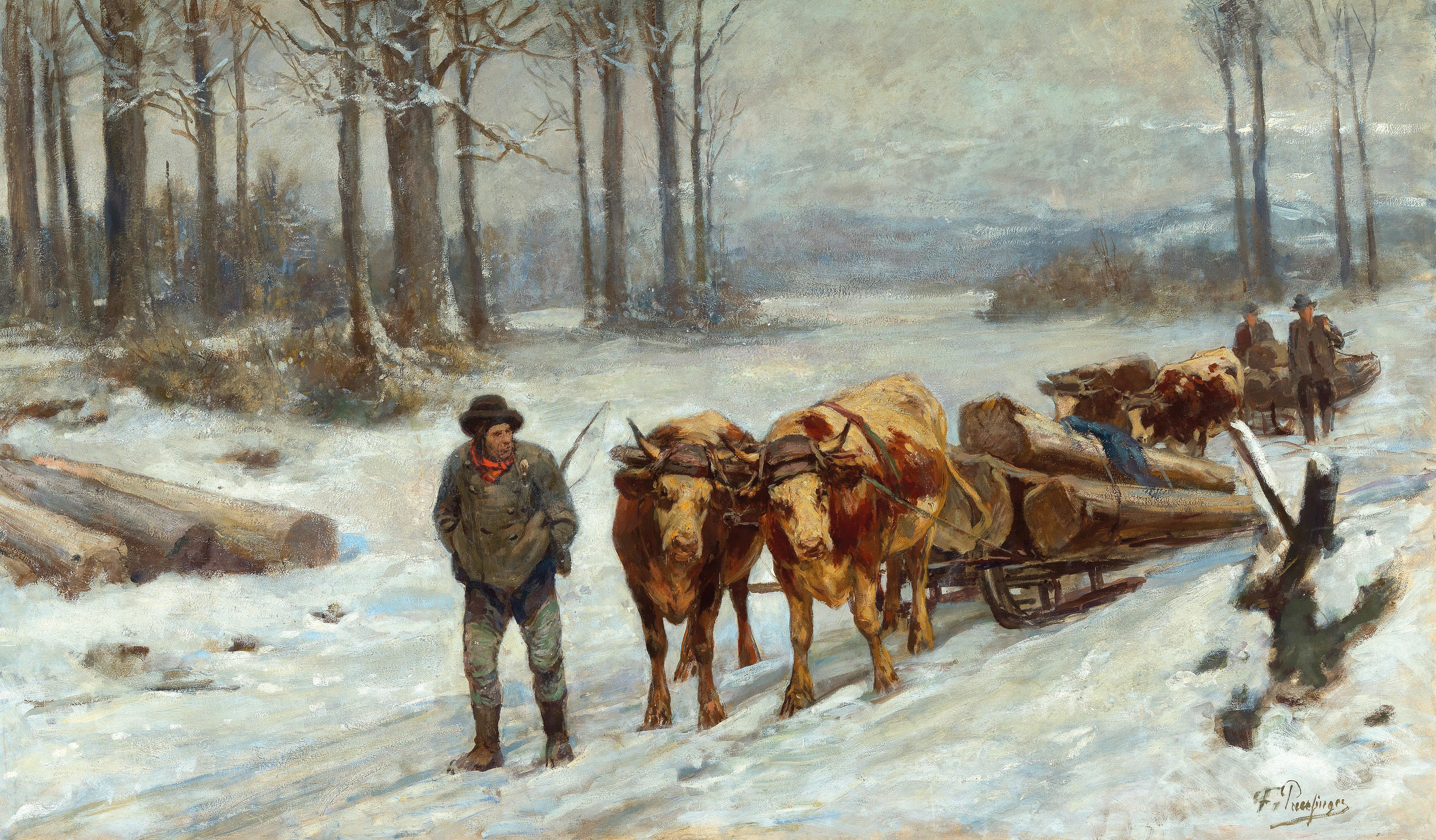
Travail du bois en hiver, avant 1915.
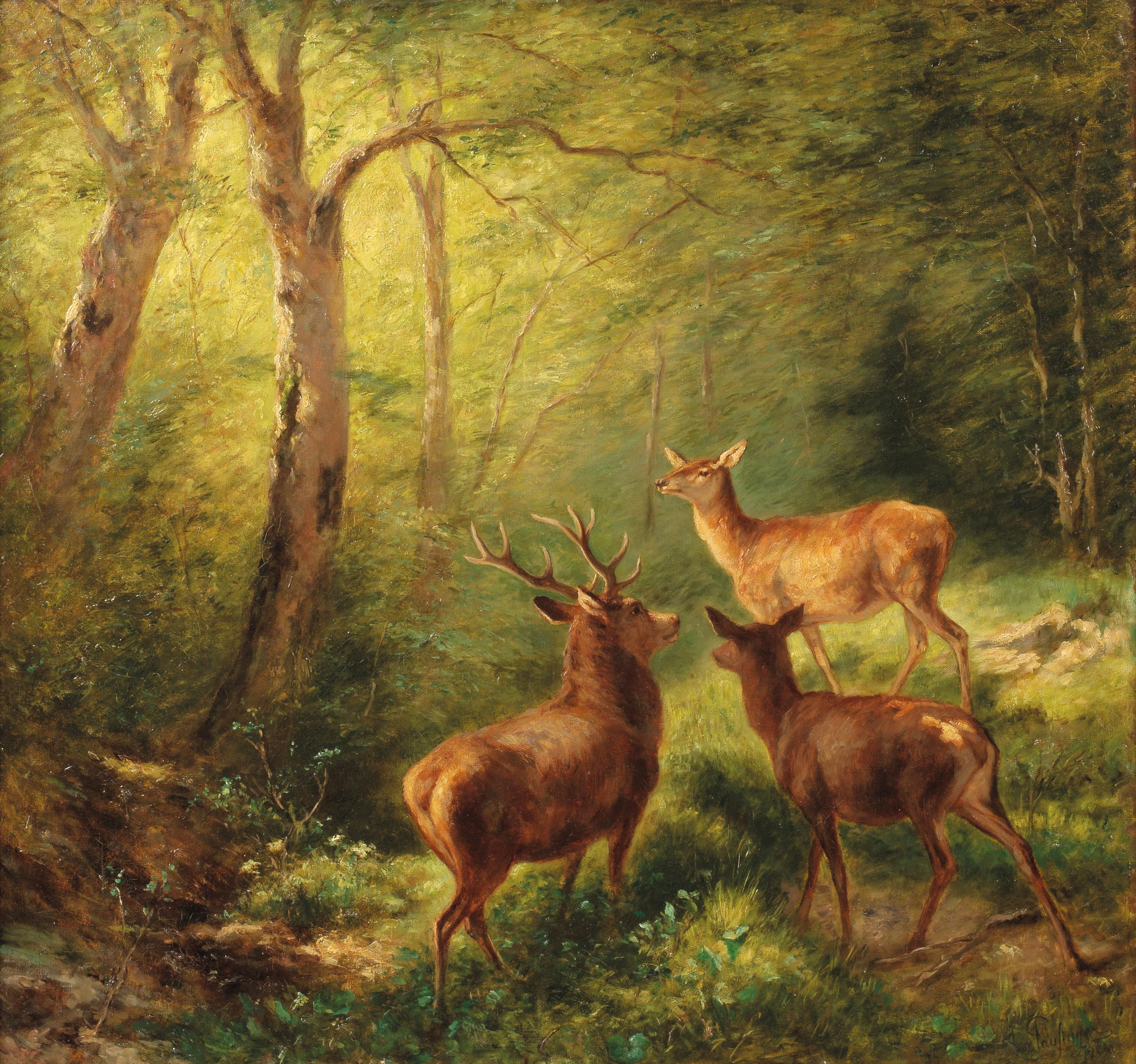
Cerf dans une clairière ensoleillée, 1880.
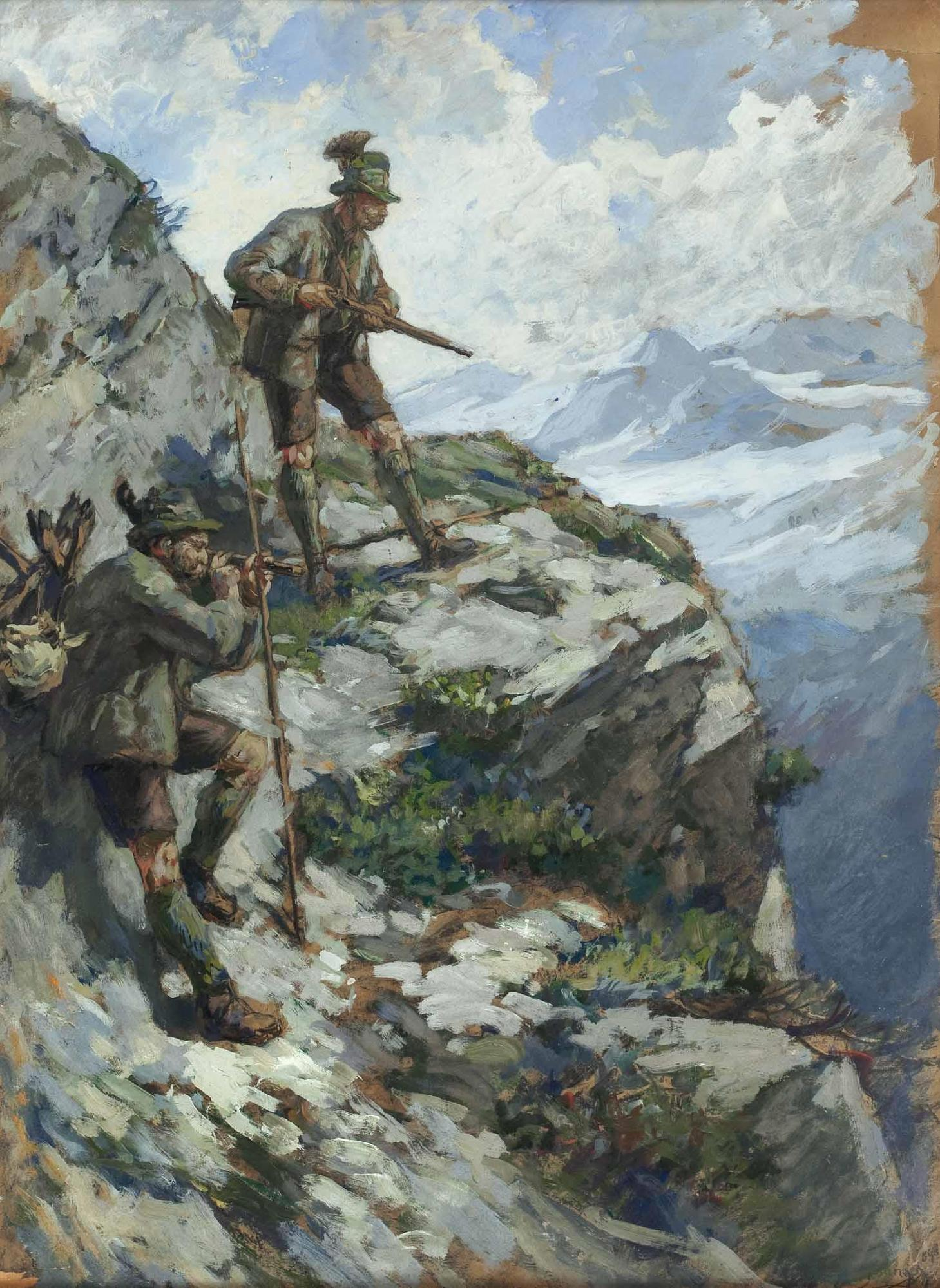
L'empereur François-Joseph à la chasse en haute montagne, 1898.
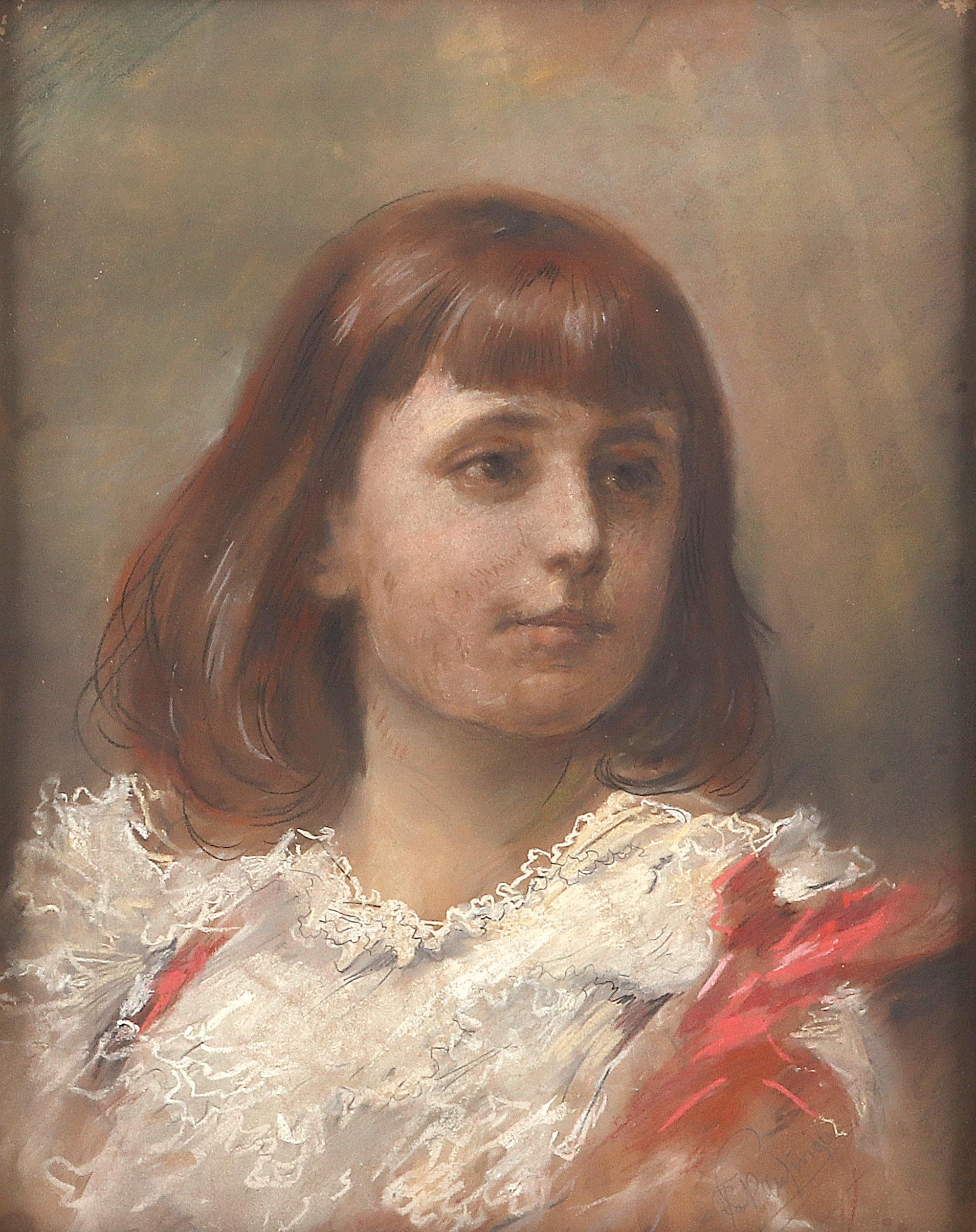
Portrait d'une fille